# Stebbinsia
Stebbinsia là một chi thực vật có hoa trong họ Cúc (Asteraceae).

## Loài
Chi Stebbinsia gồm các loài: